# Łucjan Kops

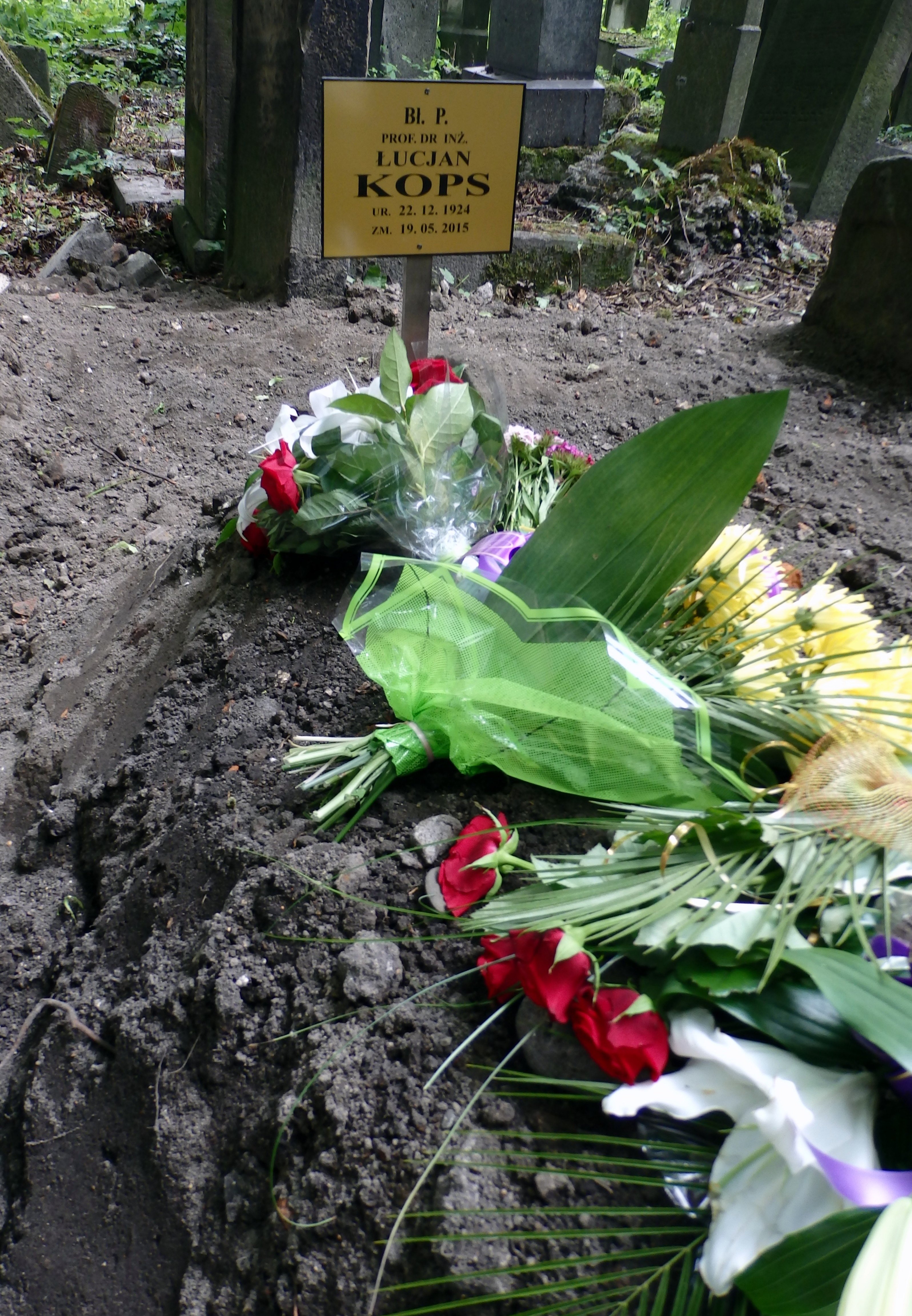
Grób Łucjana Kopsa na nowym cmentarzu żydowskim w Krakowie

Łucjan Kops (ur. 22 grudnia 1924 we Lwowie, zm. 19 maja 2015 w Montrealu) – polski naukowiec, profesor McGill University w Montrealu.

## Życiorys
Urodzony w rodzinie żydowskiej, jako syn adwokata Wincentego Kopsa i Marii z domu Kreisberg. Podczas II wojny światowej był ukrywany przez Marię Kreisberg z domu Majewską, żonę Józefa Kreisberga – kuzyna swojej matki. Dzięki jej staraniom uniknął deportacji do obozu pracy i ukrywał się w Drohobyczu posługując się dokumentami na nazwisko swojego gimnazjalnego kolegi Adama Komersa.
Po zakończeniu wojny wraz z ocalonymi członkami rodziny przeprowadził się do Krakowa. W 1948 rozpoczął studia na Wydziale Komunikacji Wydziałów Politechnicznych Akademii Górniczo-Hutniczej, początkowo na oddziale Lotniczym, a gdy ten przeniesiono w 1949 na Politechnikę Warszawską, na oddziale Pojazdów Mechanicznych i Ciągników. Po trzecim roku studiów odbył obowiązkową półroczną praktykę przeddyplomową w Fabryce Samochodów Ciężarowych „Star” w Starachowicach. W latach 1952–1954 odbył studia magisterskie w zakresie Technologii Budowy Maszyn na Wydziale Mechanicznym AGH. W ramach prac Koła Naukowego Wydziału Mechanicznego, którego był przewodniczącym wraz z Michałem Życzkowskim rozpoczął wydawanie Biuletynu naukowo-technicznego. Po ukończeniu studiów pracował jako wykładowca akademicki w Polsce i Kanadzie.
Zmarł w Montrealu. Pochowany został 8 czerwca 2015 na nowym cmentarzu żydowskim przy   ulicy Miodowej w Krakowie.